# 大村純忠
大村純忠（日语：／ Ōmura Sumitada，1533年—1587年5月18日）是日本戰國時代九州的吉利支丹大名，父親是有馬晴純，有馬義貞之弟。洗禮名是巴爾多祿茂（義大利語：Bartolomeo）。曾經將開港。另一個有名的天主教大名有馬晴信為其外甥。參加過豐臣秀吉的九州征伐。1587年5月18日，純忠因為患上肺結核死去，享年55歲。

## 生平
大村純忠的領地常受強大的大名攻擊，而內部又有繼承問題。內憂外患下，他發現了耶穌會士的存在。1562年，他邀請耶穌會士及葡萄牙人落腳長崎，條件是和他結盟。隔年，大村純忠成為日本首位吉利支丹大名。